# Эстирак
Эстира́к (фр. и окс. Estirac) — коммуна во Франции, находится в регионе Юг — Пиренеи. Департамент — Верхние Пиренеи. Входит в состав кантона Мобургет. Округ коммуны — Тарб.
Код INSEE коммуны — 65174.

## География

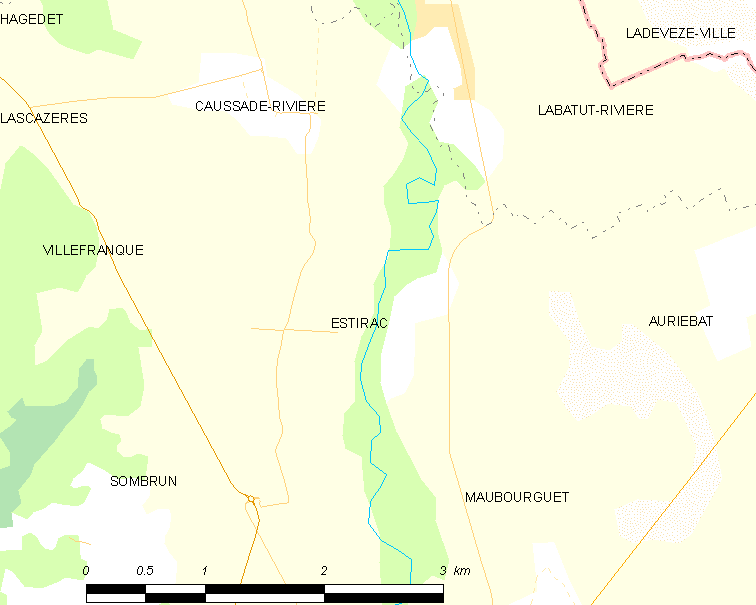
Карта коммуны

Коммуна расположена приблизительно в 630 км к югу от Парижа, в 115 км западнее Тулузы, в 30 км к северу от Тарба.
Коммуна расположена на местности Бигорр. По территории коммуны протекает река Адур.

## Климат
Климат умеренно-океанический с солнечной тёплой погодой и обильными осадками на протяжении практически всего года.

## Население
Население коммуны на 2010 год составляло 107 человек.
| 1962 | 1968 | 1975 | 1982 | 1990 | 1999 | 2010 |
| ---- | ---- | ---- | ---- | ---- | ---- | ---- |
| 113  | 87   | 84   | 94   | 94   | 101  | 107  |

## Администрация
| Период | Период | Фамилия      | Партия | Примечания |
| ------ | ------ | ------------ | ------ | ---------- |
| 2001   | 2014   | Элен Буассон |        |            |
| 2014   | 2020   | Мариз Бордье |        |            |

## Экономика
В 2010 году среди 58 человек трудоспособного возраста (15-64 лет) 45 были экономически активными, 13 — неактивными (показатель активности — 77,6 %, в 1999 году было 67,6 %). Из 45 активных жителей работали 40 человек (19 мужчин и 21 женщина), безработных было 5 (1 мужчина и 4 женщины). Среди 13 неактивных 1 человек был учеником или студентом, 5 — пенсионерами, 7 были неактивными по другим причинам.